# 板橋藩
板橋藩（いたばしはん）は、江戸幕府開幕前後の時期に、下野国都賀郡板橋（現在の栃木県日光市板橋）に所在した藩。1600年、伏見城の戦いで戦死した松平近正（大給松平家出身）の武功により、子の松平一生が1万石の大名に列した。その子の松平成重が大坂の陣後に三河国西尾藩に転出したため、2代15年あまりで廃藩となる。

## 歴史
戦国期、当地には板橋城があった。江戸時代に日光に向かう街道（日光例幣使街道、あるいは壬生通り）が整備されると、当地には板橋宿が置かれることになる。
慶長5年（1600年）、関ヶ原の戦いに先立つ伏見城の戦いで、松平近正が戦死した。近正は大給松平家分家の当主で、宗家の松平家乗が幼少で家督を継いだため、長らく家老として大給松平家を率いた人物である。家康の関東入国時に家康の直臣となり、上野国群馬郡三蔵（三ノ倉とも。現在の群馬県高崎市倉渕町三ノ倉）で5500石の領主となっていた。近正の遺領は子の松平一生が継ぎ、まもなく父の武功を賞されて知行地を下野国板橋に移したうえで加増を受け、1万石の大名となった。板橋藩の立藩である。
慶長9年（1604年）に一生が死去すると、その子・松平成重が跡を継いだ。
成重は慶長19年（1614年）の安房国里見氏の改易で城受け取りを務めた。翌年の大坂夏の陣でも武功を挙げ、元和3年（1617年）に三河国西尾藩に2万石で加増移封となり、板橋藩は廃藩となった。

## 歴代藩主
松平（大給）家
譜代。1万石。
1. 一生
2. 成重